# Olympische Winterspiele 2002/Biathlon – Staffel (Frauen)
Das 4 × 7,5-km-Staffelrennen der Frauen im Biathlon bei den Olympischen Winterspielen 2002 wurde am 18. Februar in Soldier Hollow ausgetragen.

## Ergebnisse
| Rang | #  | Staffel                                                                            | Zeit                                                        | Strafrunden + Nachlader                 | Defizit (min) |
| ---- | -- | ---------------------------------------------------------------------------------- | ----------------------------------------------------------- | --------------------------------------- | ------------- |
| 1    | 1  | Deutschland Katrin Apel Uschi Disl Andrea Henkel Kati Wilhelm                      | 1:27:55,0 h 22:15,6 min 21:19,2 min 22:13,8 min 22:06,4 min | 0+0 1+7 0+0 1+3 0+0 0+2 0+0 0+0 0+0 0+2 | –             |
| 2    | 2  | Norwegen Ann-Elen Skjelbreid Linda Tjørhom Gunn Margit Andreassen Liv Grete Poirée | 1:28:25,6 h 22:01,0 min 22:07,7 min 22:18,5 min 21:58,4 min | 0+3 0+6 0+0 0+3 0+1 0+0 0+1 0+1 0+1 0+2 | +0:30,6       |
| 3    | 3  | Russland Olga Pyljowa Galina Kuklewa Swetlana Ischmuratowa Albina Achatowa         | 1:29:19,7 h 21:32,4 min 23:05,8 min 22:00,1 min 22:41,4 min | 0+6 2+7 0+1 0+1 0+3 2+3 0+1 0+1 0+1 0+2 | +1:24,7       |
| 4    | 11 | Bulgarien Pawlina Filipowa Irina Nikultschina Iwa Karagjosowa Ekaterina Dafowska   | 1:29:25,8 h 22:11,9 min 21:44,1 min 23:29,2 min 22:00,6 min | 0+2 0+11 0+1 0+3 0+0 0+3 0+1 0+2        | +1:30,8       |
| 5    | 5  | Slowakei Martina Jašicová Anna Murínová Marcela Pavkovčeková Soňa Mihoková         | 1:30:11,5 h 22:24,9 min 21:57,7 min 23:39,2 min 22:09,7 min | 0+4 1+4 0+0 0+0 0+1 0+0 0+2 1+3 0+1 0+1 | +2:16,5       |
| 6    | 6  | Slowenien Lucija Larisi Andreja Grašič Dijana Grudiček Tadeja Brankovič            | 1:30:18,0 h 22:22,4 min 21:38,6 min 22:40,8 min 23:36,2 min | 0+6 0+7 0+1 0+2 0+0 0+3 0+2 0+0 0+3 0+2 | +2:23,0       |
| 7    | 12 | Belarus Wolha Nasarawa Ljudmila Lyssenko Jauhenija Kuzapalawa Yelena Khrustalyova  | 1:31:01,6 h 21:44,5 min 22:23,7 min 23:11,6 min 23:41,8 min | 0+1 0+6 0+0 0+0 0+0 0+1 0+1 0+3 0+0 0+2 | +3:06,6       |
| 8    | 14 | Tschechien Kateřina Losmanová Magda Rezlerová Irena Česneková Eva Háková           | 1:31:07,6 h 22:28,9 min 22:14,3 min 22:39,1 min 23:45,3 min | 0+4 0+4 0+0 0+1 0+1 0+0 0+2 0+0 0+1 0+3 | +3:12,6       |
| 9    | 4  | Frankreich Delphyne Burlet Florence Baverel-Robert Sandrine Bailly Corinne Niogret | 1:31:09,3 h 22:45,4 min 22:46,1 min 22:35,6 min 23:02,2 min | 0+4 0+7 0+1 0+1 0+0 0+3 0+3 0+1 0+0 0+2 | +3:14,3       |
| 10   | 8  | Ukraine Olena Subrylowa Olena Petrowa Nina Lemesch Tetjana Wodopjanowa             | 1:32:00,6 h 22:04,0 min 24:04,9 min 23:19,2 min 22:32,5 min | 1+4 0+1 0+0 0+0 1+3 0+0 0+0 0+1 0+1 0+0 | +4:05,6       |
| 11   | 7  | Italien Michela Ponza Nathalie Santer Katja Haller Saskia Santer                   | 1:34:03,7 h 22:49,3 min 24:18,8 min 23:19,8 min 23:35,8 min | 0+4 2+5 0+0 0+0 0+2 2+3 0+0 0+0 0+2 0+2 | +6:08,7       |
| 12   | 10 | Finnland Katja Holanti Sanna-Leena Perunka Anita Nyman Outi Kettunen               | 1:34:18,7 h 23:21,5 min 24:18,8 min 23:19,8 min 23:35,8 min | 0+4 0+6 0+1 0+1 0+0 0+2 0+1 0+3 0+2 0+0 | +6:23,7       |
| 13   | 9  | China Yu Shumei Sun Ribo Liu Xianying Kong Yingchao                                | 1:34:45,6 h 23:25,1 min 23:14,9 min 24:35,2 min 23:54,6 min | 0+6 0+3 0+3 0+0 0+1 0+2 0+2 0+0 0+0 0+1 | +6:50,6       |
| 14   | 13 | Japan Mami Shindō Tamami Tanaka Hiromi Suga Ryōko Takahashi                        | 1:35:09,8 h 23:25,1 min 23:14,9 min 24:35,2 min 23:54,6 min | 0+8 1+7 0+0 0+3 0+3 0+0 0+2 1+3 0+3 0+1 | +7:14,8       |
| 15   | 15 | Vereinigte Staaten Andrea Nahrgang Kara Salmela Rachel Steer Kristina Sabasteanski | 1:41:16,0 h 25:23,7 min 25:45,6 min 24:21,1 min 25:45,6 min | 1+7 2+9 0+0 1+3 1+3 0+3 0+2 0+0 0+2 1+3 | +13:21,0      |